# Shin Megami Tensei: Devil Survivor 2
Shin Megami Tensei: Devil Survivor 2 (デビルサバイバー2) est un jeu vidéo de type tactical RPG développé par Career Soft et édité par Atlus, sorti en 2011 sur Nintendo DS.
Il fait l'objet d'une réadaptation en 2015 sur Nintendo 3DS sous le titre Shin Megami Tensei: Devil Survivor 2 - Record Breaker.
Il fait suite à Shin Megami Tensei: Devil Survivor.

## Accueil
- GameSpot : 8/10 (3DS)[1]